# آلان إم. كلارك
آلان إم. كلارك (بالإنجليزية: Alan M. Clark)‏ (10 مايو 1957)؛ روائي أمريكي.